# Szybowice
Szybowice (deutsch Schnellewalde) ist ein Ort in der Gmina Prudnik im Powiat Prudnicki in der polnischen Woiwodschaft Oppeln.

## Geographie

### Geographische Lage
Das Waldhufendorf Szybowice liegt im Süden der historischen Region Oberschlesien. Der Ort liegt etwa 6 Kilometer nordwestlich des Gemeindesitzes und der Kreisstadt Prudnik und etwa 57 Kilometer südwestlich der Woiwodschaftshauptstadt Opole.
Szybowice liegt in der Nizina Śląska (Schlesische Tiefebene) innerhalb der Płaskowyż Głubczycki (Leobschützer Lößhügelland). Der Ort liegt an der Bahnstrecke Kędzierzyn-Koźle–Nysa.

### Ortsteile
Ein Ortsteil von Szybowice ist der ursprünglich bis 1938 selbstständige Ort Włóczno (Achthuben).

### Nachbarorte
Nachbarorte von Szybowice sind im Westen Nowy Las (Neuwalde), im Nordosten Stary Las (Altewalde), im Norden Mieszkowice (Dittmannsdorf), im Nordosten Rudziczka (Riegersdorf), im Osten Niemysłowice (Buchelsdorf), im Südosten Prudnik (Neustadt O.S.) und Łąka Prudnicka (Gräflich Wiese) und im Süden Wierzbiec (Wackenau).

## Geschichte

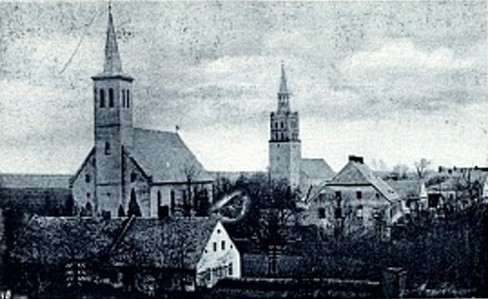
Ansicht von Schnellewalde um 1920 – im Vordergrund die ehemalige evang. Kirche

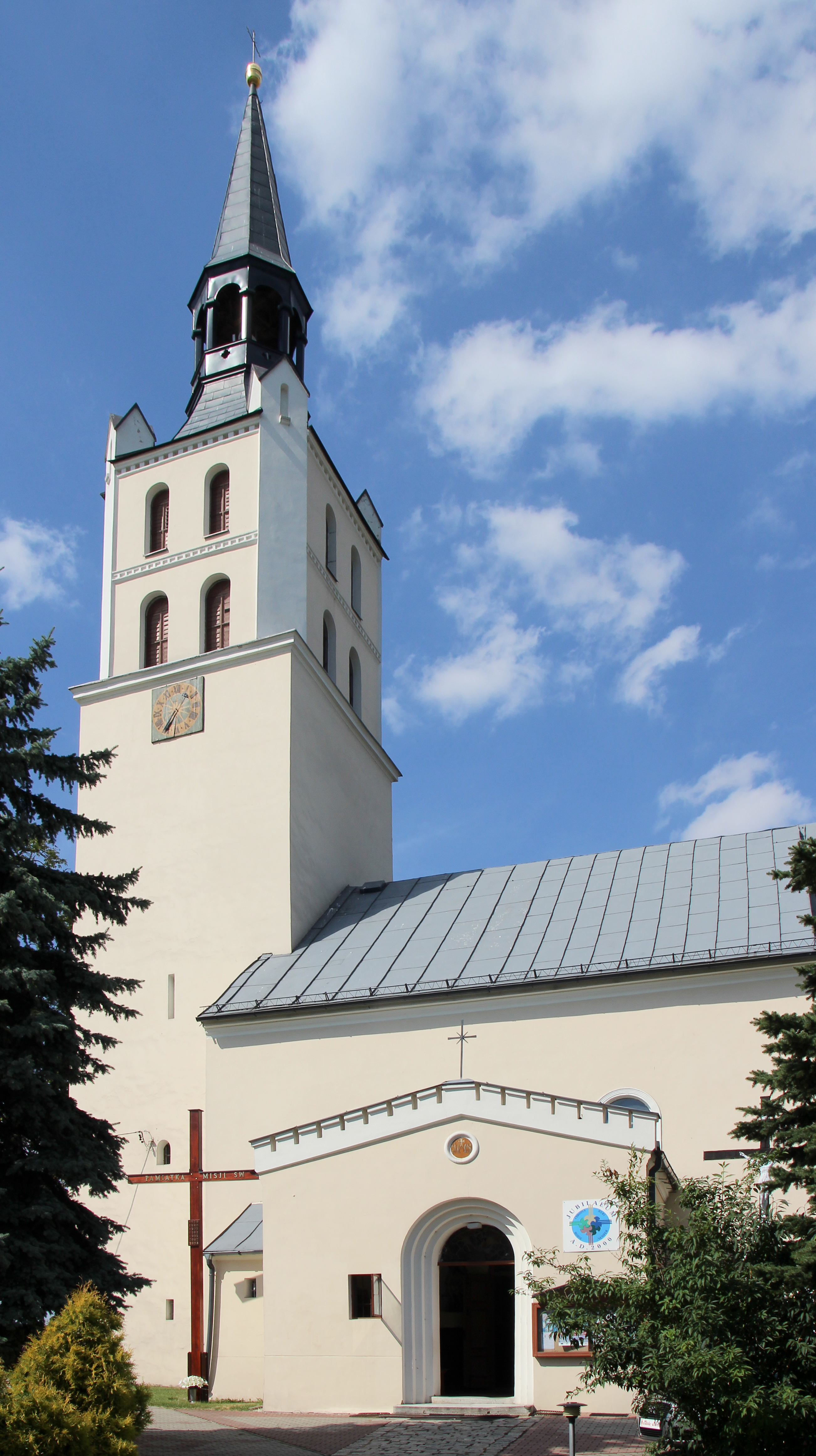
Katholische Kirche St. Michael

Schnellewalde wurde in der zweiten Hälfte des 13. Jahrhunderts als Waldhufendorf angelegt und mit deutschen Kolonisten besiedelt. Der Ort wurde erstmals urkundlich in der Liber fundationis episcopatus Vratislaviensis aus den Jahren 1295–1305 als Snellinwalde erwähnt. 1335 wurde die Pfarrkirche erstmals urkundlich erwähnt. 1463 erfolgte eine Erwähnung als Snellewalde. 1532 hielt die Reformation Einzug im Ort und der Ort wurde protestantisch.
Nach dem Ersten Schlesischen Krieg 1742 gelangte Schnellewalde mit dem größten Teil Schlesiens an Preußen. 1784 hatte Schnellewalde 1283 Einwohner. Im selben Jahr wurde die evangelische Pfarrkirche erbaut. 1787 zählte Schnellewalde 146 Bauern und 382 Stellen sowie 1725 Einwohner.
1804 wurde die evangelische Kirche neu errichtet. Nach der Neuorganisation der Provinz Schlesien gehörte die Landgemeinde Schnellewalde ab 1816 zum Landkreis Neustadt O.S. im Regierungsbezirk Oppeln. 1818 zählte der Ort, der damals Neustädter Kämmereidorf war, 143 Bauern, 50 Gärtner und 67 Häusler. 1845 bestanden im Dorf eine Freischoltisei, eine evangelische Pfarrkirche, eine evangelische Schule, eine Wassermühle, eine katholische Schule, eine katholische Kirche sowie weitere 394 Häuser. Im gleichen Jahr lebten in Schnellewalde 2510 Menschen, davon 810 katholisch. 1855 lebten 2614 Menschen in Schnellewalde. 1865 hatten der Ort 105 Bauern-, 33 Gärtner- und 246 Häuslerstellen. Zu diesem Zeitpunkt hatte der Ort zwei Windmühlen und eine Brauerei und die Einwohner waren neben der Landwirtschaft, größtenteils bestehend aus Flachsbau und Obstzucht, in der Spinnerei und der Weberei beschäftigt. An der evangelischen Schule wurden 400 Schüler unterrichtet, in der zweiklassigen katholischen Schule wurden 253 Schüler unterrichtet. 1874 wurde der Amtsbezirk Schnellewalde gegründet, welcher aus den Landgemeinden Schnellewalde und Wackenau und dem Gutsbezirk Wackenau bestand. 1876 wurde die Bahnstrecke zwischen Neustadt und Neisse eröffnet. Hierdurch erhielt Schnellewalde einen Anschluss an das Bahnnetz der Oberschlesischen Eisenbahn. 1885 zählte Schnellewalde 2316 Einwohner.
Bei der Volksabstimmung in Oberschlesien am 20. März 1921 lag Schnellewalde außerhalb des Abstimmungsgebietes. 1933 lebten im Ort 1848 Einwohner. 1939 hatte der Ort 2064 Einwohner. Bis 1945 befand sich der Ort im Landkreis Neustadt O.S.
Während des Zweiten Weltkrieges wurden zwei kleine Kriegsgefangenenlager für je 30 bis 40 Gefangene im Ort eingerichtet. Am Morgen des 17. März 1945 begann die Einnahme von Schnellewalde durch die Rote Armee, die Gefechte um den Ort dauerten bis in die Nacht. Die Einwohner waren zuvor nicht evakuiert worden und versuchten zum Teil während oder nach den Kämpfen zu flüchten. Später kehrten einige zurück. Der Ort kam nach dem Ende des Krieges unter polnische Verwaltung, wurde in Szybowice umbenannt und der Woiwodschaft Schlesien angeschlossen. Im Juni 1945 wurden Polen aus dem Osten hier angesiedelt. 1950 kam der Ort zur Woiwodschaft Oppeln. Die evangelische Kirche wurde 1979 abgerissen. Seit 1999 gehört der Ort zum Powiat Prudnicki.

## Sehenswürdigkeiten

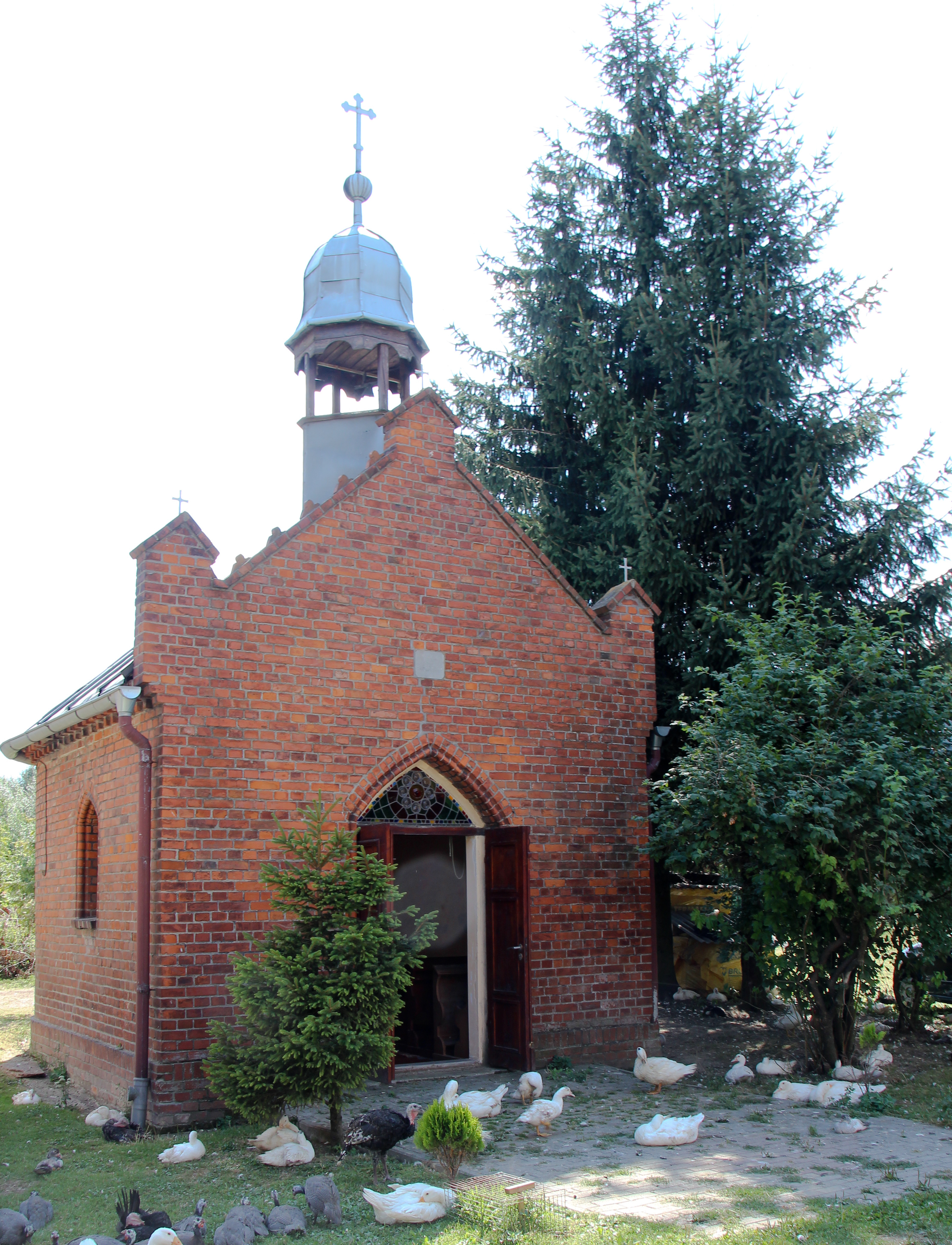
Kapelle mit Glockenturm

- Die römisch-katholische Pfarrkirche Erzengel St. Michael (poln. Kościół parafialny pw. Św. Michała Archanioła) wurde 1355 erstmals erwähnt. Im Dreißigjährigen Krieg wurde der katholische Priester von schwedischen Truppen getötet und das Gebäude wurde zerstört. 1651 wurde der Bau wieder aufgebaut. 1734 wurde die Kirche im Stil des Barocks umgebaut.[13] Seit 1966 steht das Gebäude unter Denkmalschutz.[14]
- Schwesternhaus St. Elisabeth – 1890 erbaut und 1991 unter Denkmalschutz gestellt[14]
- Eisernes Kreuz mit Erinnerungstafel an dem Standort der ehemaligen evangelischen Kirche
- Empfangsgebäude des Bahnhofs Szybowice
- Kapelle aus Backstein mit Glockenturm
- Steinerne Wegekapelle mit Marienbildnis
- Steinerne Wegekapelle
- Steinernes Wegekreuz
- Hölzernes Wegekreuz

## Vereine
- Freiwillige Feuerwehr OPS Szybowice
- Sportverein LZS Grom Szybowice

## Söhne und Töchter des Ortes
- Heinrich Kotzolt (1814–1881), Musiker
- Wilhelm Haase (1872–nach 1932), Politiker und Unternehmer
- Josef Schwarzer (1881–1908), Schrittmacher
- Günther Patschowsky (1903–1945), Jurist, SD-Beamter und Regierungspräsident